# Adeditia
Adeditia is een geslacht van uitgestorven kreeftachtigen uit de klasse van de Ostracoda (mosselkreeftjes).

## Soort
- Adeditia jugata Gramm & Egorov(g), 1986 †